# Umkehrung

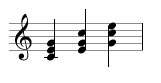
C-Dur in Grundform, 1. und 2. Umkehrung

Umkehrung nennt man in der Musik bei einer melodischen Linie eine Spiegelung, also das Vertauschen der Tonhöhenbewegungsrichtung (Spiegeln an der Waagerechten), häufig zu finden im Kontrapunkt (Gegenfuge), besonders Kanon und Fuge sowie in der Zwölftonmusik (die Spiegelung an einer Vertikalachse nennt sich Krebs), sowie die intervallische Umkehrung und einen Akkord, dessen Basston (unterster Ton) nicht mit dem Grundton übereinstimmt, zum Beispiel ein Sextakkord („1. Umkehrung“) oder ein Quartsextakkord („2. Umkehrung“).